# اچ‌ام‌اس رنتام (ام۲۷۷۹)
اچ‌ام‌اس رنتام (ام۲۷۷۹) (به انگلیسی: HMS Wrentham (M2779)) یک کشتی بود. این کشتی در سال ۱۹۵۵ ساخته شد.